# Églises abandonnées en Russie

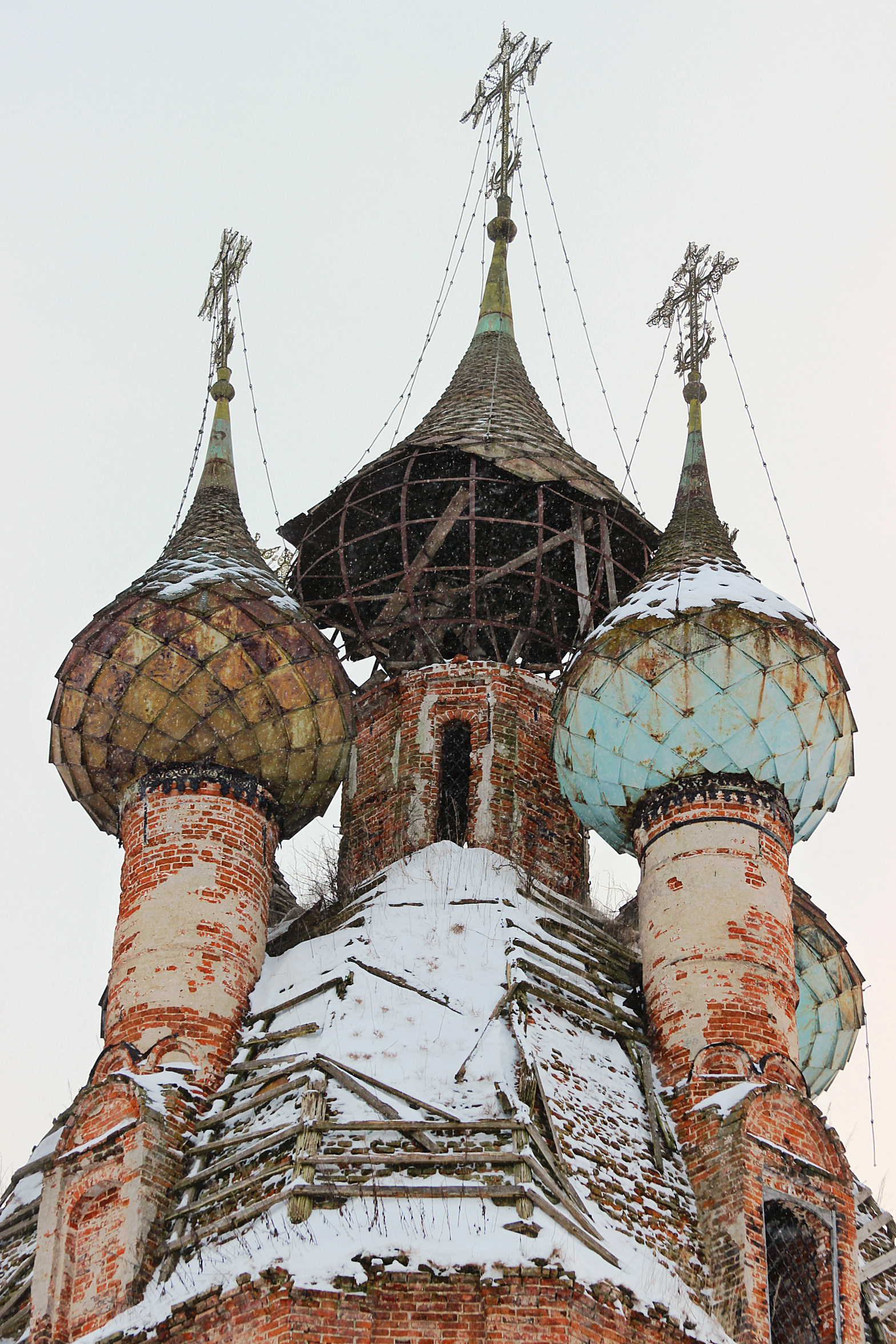
Toiture de l'église de l'icône de Notre-Dame de Kazan à Kourba.

Les églises abandonnées en Russie sont nombreuses et dispersées dans toute la Russie. La plupart d'entre elles ont été construites au XIXe siècle, mais il en existe aussi datant du XVIIIe siècle, et même du XVIIe siècle. Pour celles qui ont précédé, soit elles ont entièrement disparu, soit elles sont plus souvent protégées et classées au patrimoine mondial ou national russe. La plupart de ces églises abandonnées ont accueilli des milliers de paroissiens de villages, de villes pendant des siècles. Du fait notamment de l'augmentation de l'exode rural en fédération de Russie, les visiteurs ne sont plus aujourd'hui que des adeptes de l'abandonologie, des photographes, des curieux. Certaines églises échappent à la ruine grâce à des restaurateurs privés enthousiastes ou à l'intervention de l'État. Il arrive aussi que des personnes âgées, qui ont connu l'église alors qu'elle était ouverte, viennent se recueillir dans ces lieux.     

## Historique
L'abandon des églises ou leur destruction se sont produits durant toute la durée de vie de l'URSS, mais surtout durant les années 1930 et 1950 à 1960. C'était l'époque où les églises étaient fermées au culte dans le cadre de la campagne anti-religieuse. Beaucoup étaient ainsi détruites à l'aide d'explosifs et de matériel de génie civil. Mais certaines n'étaient pas pillées ni détruites et étaient simplement oubliées. Au fil du temps, sous l'influence des vents et de l'humidité, le bois et la pierre se sont déformés, ce qui a provoqué l'effondrement des toits, puis des façades et des murs. Parfois, les nécessités économiques ont primé dans le choix de l'utilisation de ces lieux de culte : les icônes sont données aux musées locaux et dans les églises sont installés des entrepôts de légumes, de ferraille, de pièces automobiles, des petites centrales électriques, des discothèques.   
Selon la critique d'art Nina Sekacheva,, spécialiste de l'art chrétien, la période la plus dévastatrice a été pour les églises abandonnées les années 1990. Même abandonnées et fermées, beaucoup d'entre elles se trouvaient à la campagne avec des iconostases encore entières, leur recouvrement de sol quasi intact, leurs briques. Mais dans ces années 1990, les églises sont ravagées, pillées : tout ce qui peut être utilisé dans les fermes, dans les maisons est emporté. Les iconostases sont découpées et vendues, les icônes tardives, qui étaient peu considérées jusqu'alors sont emportées pour approvisionner le marché de l'art. La critique et son photographe Alexander Sukharev présentent quelques cas de problèmes de restaurations dans les régions d'Iaroslavl, de Vologda, de Vladimir, d'Arkhangelsk. 

## Église de Kurba
L'église de l'icône de Notre-Dame de Kazan, dans le village de Kourba (ru), dans la région de Iaroslavl a été fermée en 1929-1930. Son architecture dont la structure ronde en forme de 16 pétales est très originale et elle reprend des éléments de l'école architecturale de Iaroslavl mélangés à des motifs baroques, comme ses porches par exemple. Son premier niveau est un quadrangle dont les coins sont coupés. 
À l'intérieur les murs et les piliers sont couverts de peintures d'icônes datant de 1796-1799. Ces peintures murales ont survécu jusqu'à nos jours, mais sont menacées en raison de l'état des lieux. 
Un énorme clocher à cinq niveaux s'élève à côté de l'église. Sa décoration en pierres blanches sculptées lui donne de la légèreté malgré ses dimensions.  
Après la fermeture en 1930, une station de machines et de tracteurs a été installée dans la nef de l'église. Celle-ci a ensuite été fermée, s'est déteriorée et a menacé de s'effondrer. En 1988, il a été décidé de la restaurer, mais, dès 1993, les travaux ont été suspendus. 

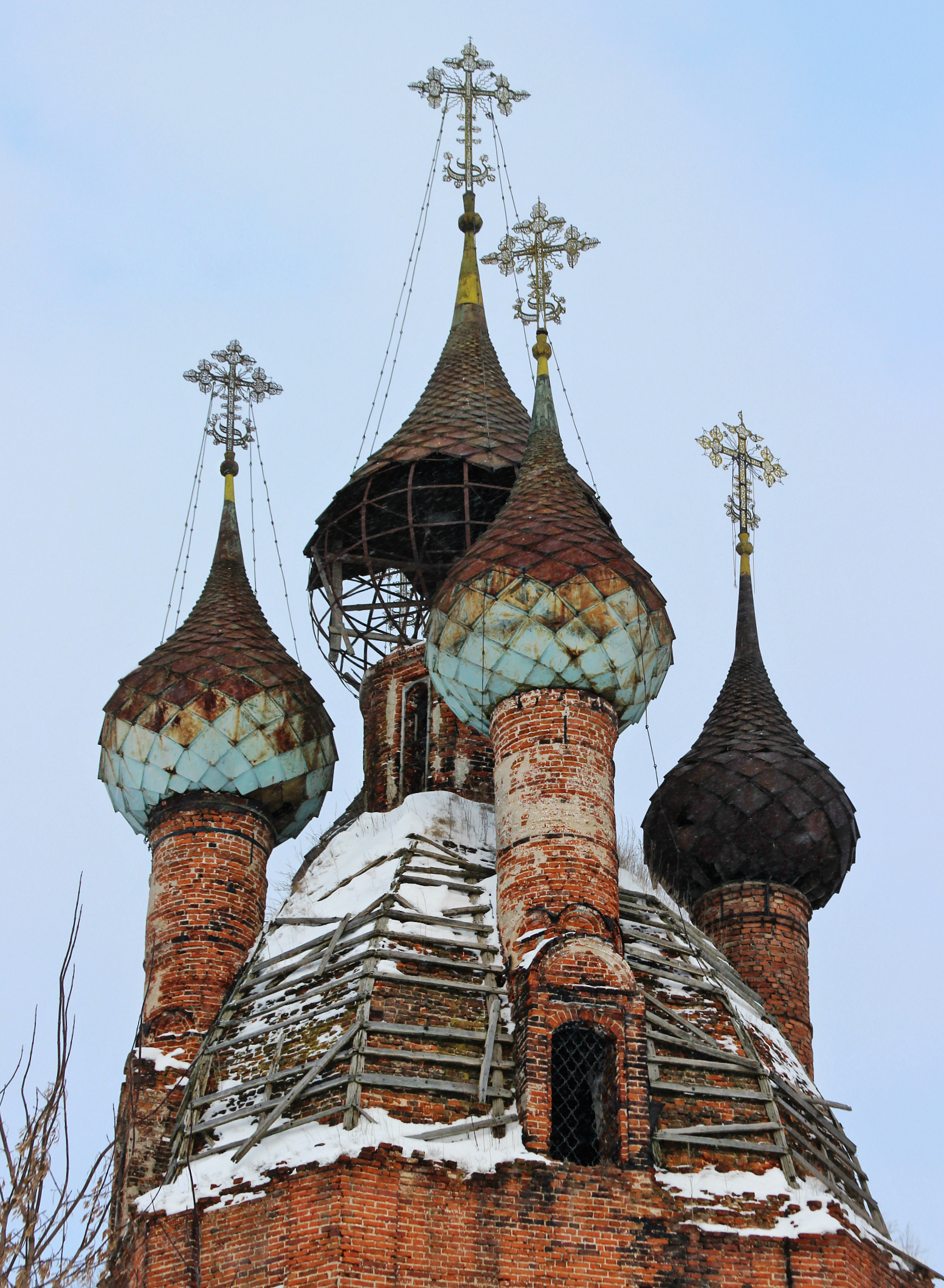
Couverture de l'église de l'icône de Kazan.
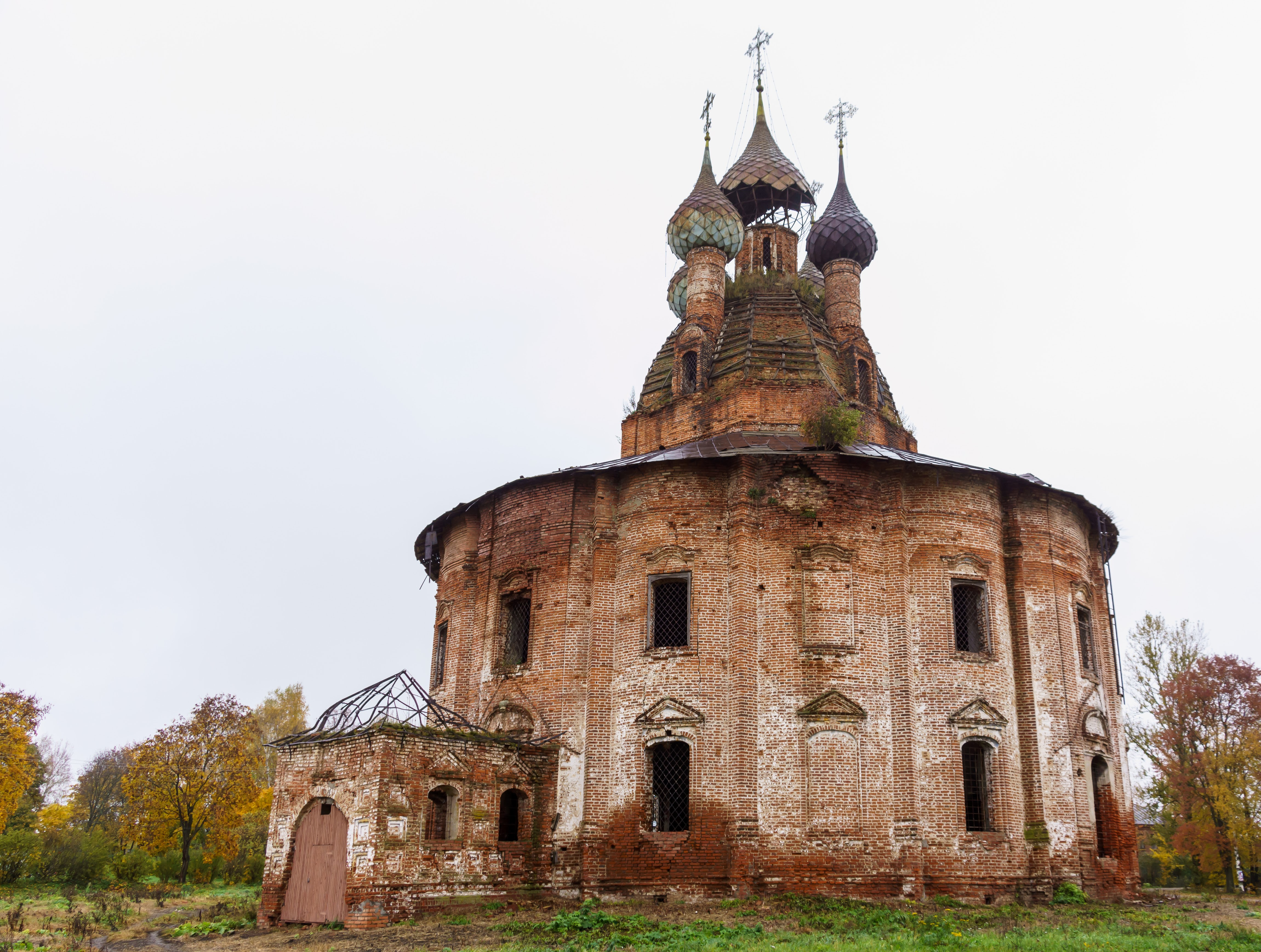
Église de l'icône de Kazan à Kourba.
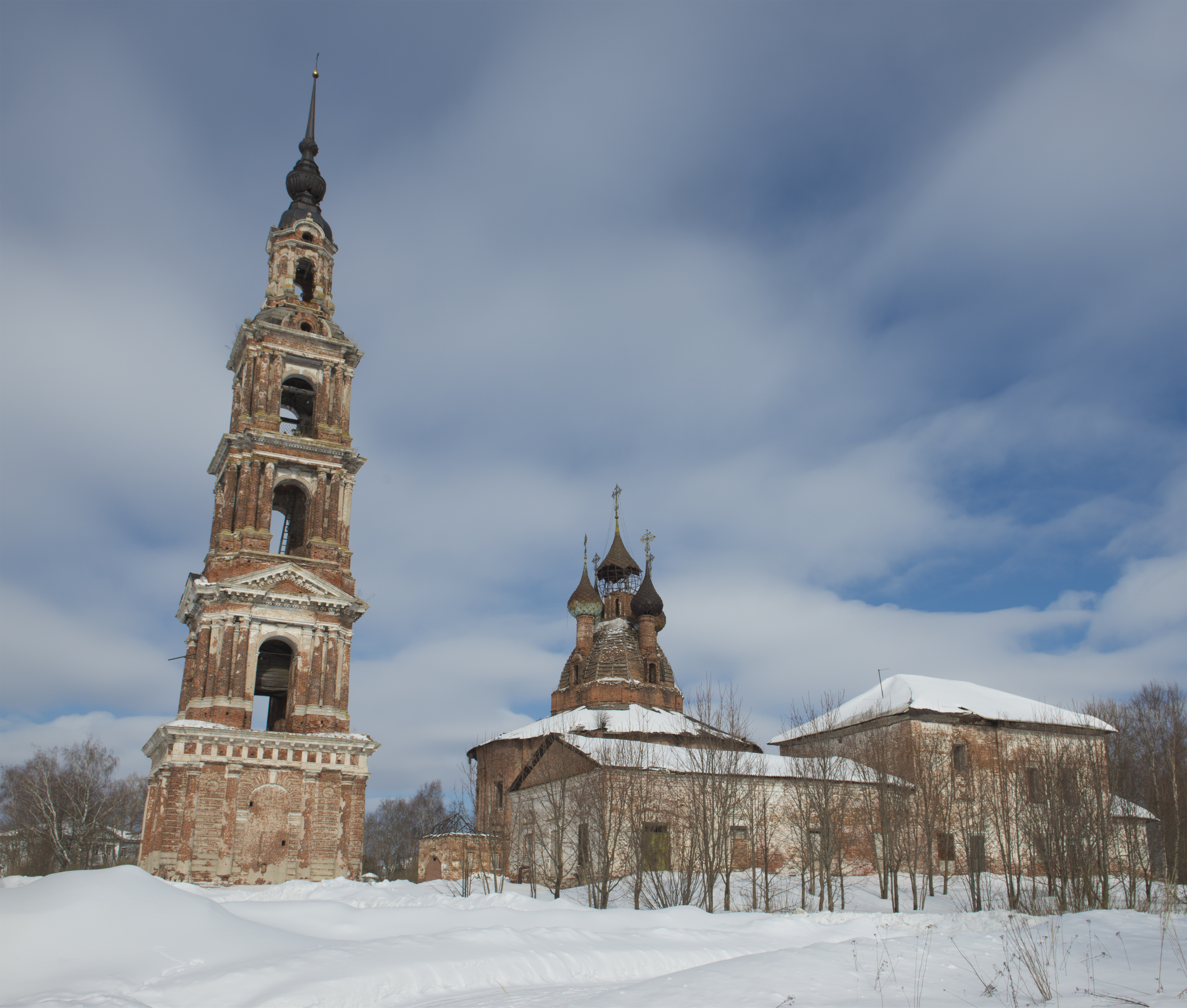
Église de Kourba.

## Église de Zamoche
L'église de l'Intercession de la Mère de Dieu, dans le village de Zamoche (ru), oblast de Vologda, a été construite en 1812 et a été fermée au culte en 1930. En 1937 le pouvoir soviétique commence à la détruire. D'abord les cloches, puis ont lieu des tentatives de faire tomber les murs avec des tracteurs, mais en vain vu la solidité des murs. La décision est prise alors d'installer un séchoir à pommes de terre et à céréales au premier étage. Dans l'abside de l'autel est installée une forge et dans la nef sont entreposées des bouteilles de gaz. Depuis 1990, des tentatives ont eu lieu de lancer une restauration, mais jusqu'à présent en vain.

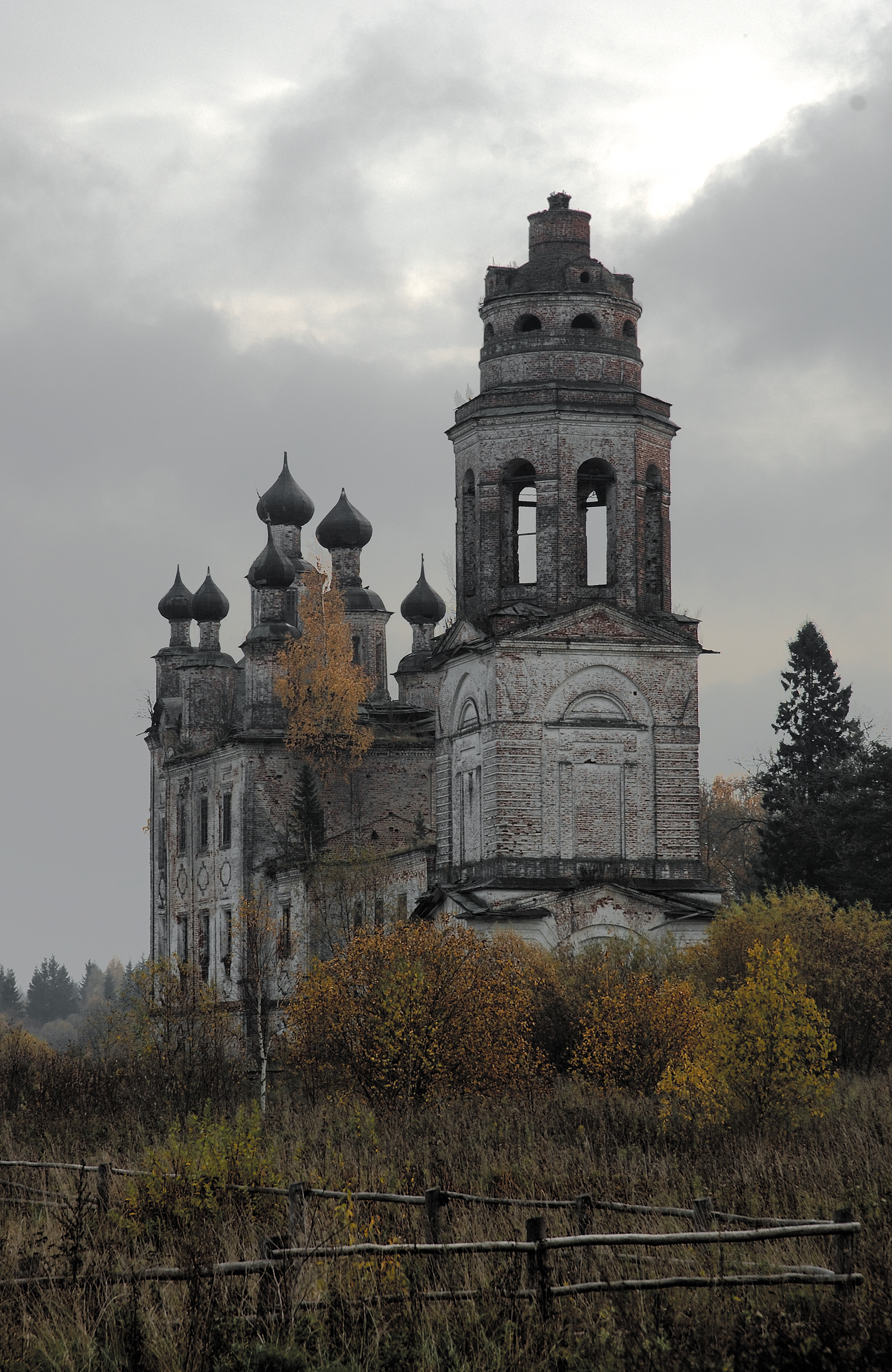
Église de l'Intercession en automne.
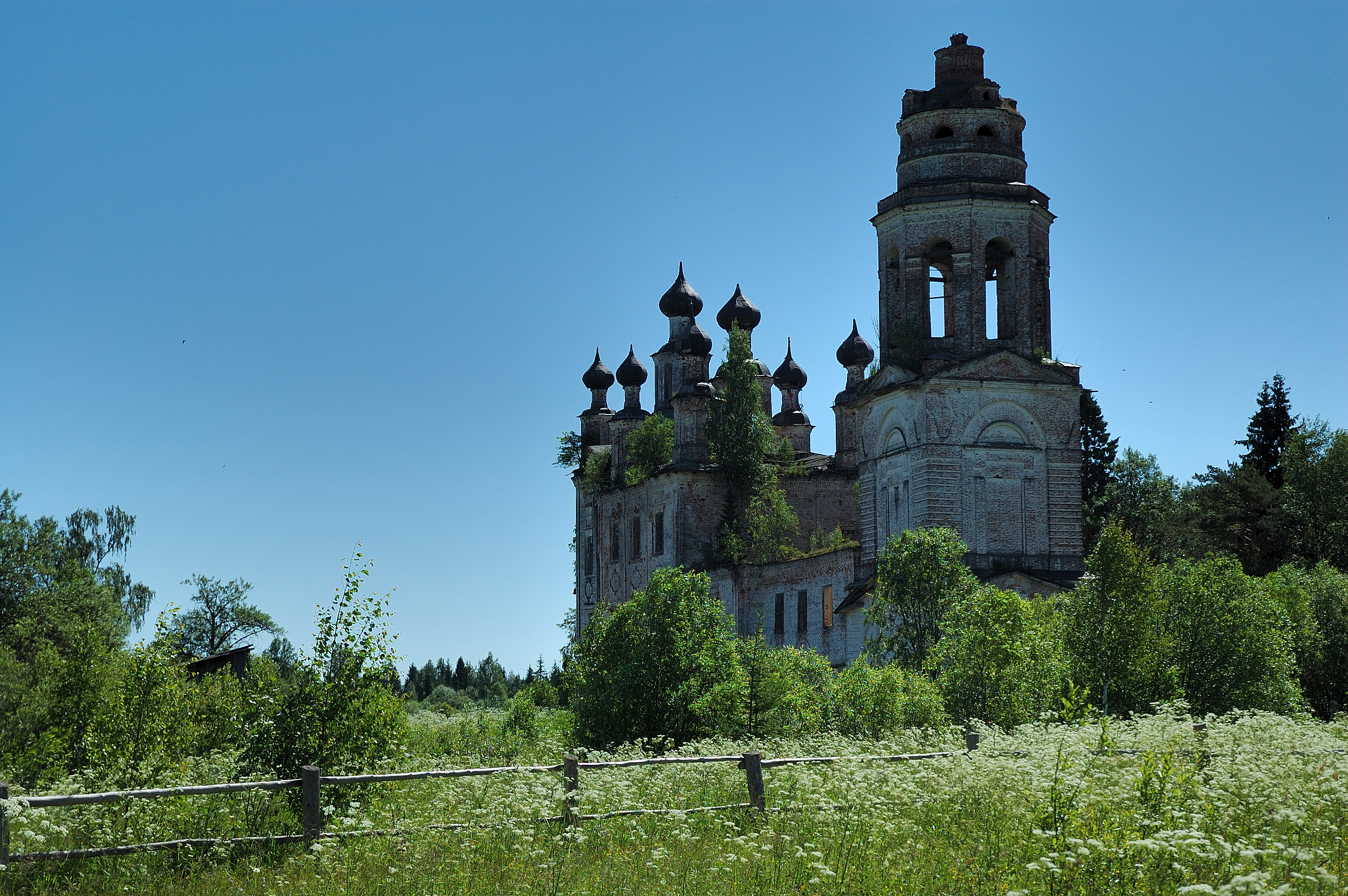
Église de l'Intercession en été.
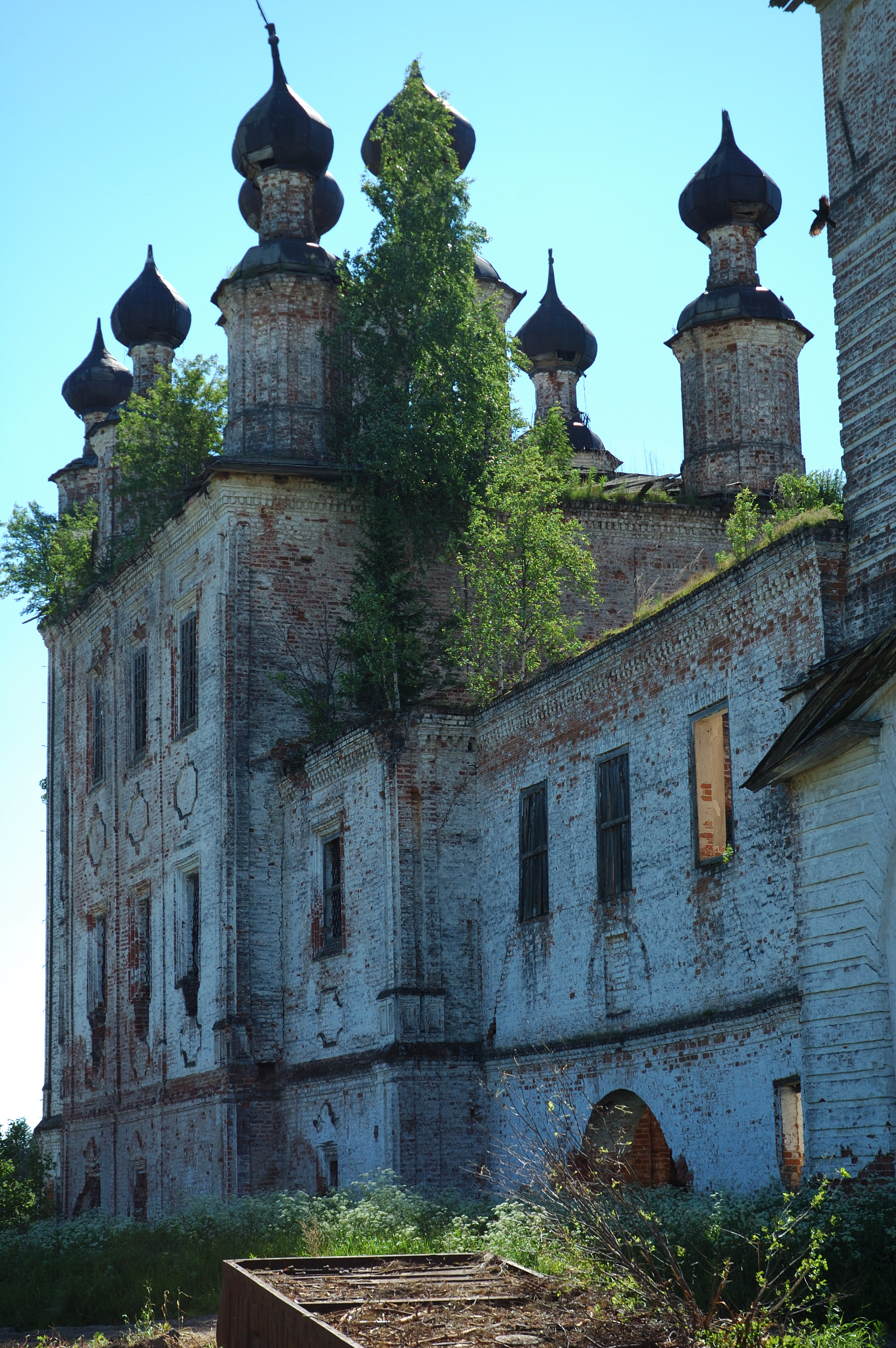
Mur nord de l'église de Zamoche.

## Église de Ves
L'église a deux niveaux et une tour surmontée de cinq dômes de Ves oblast de Vladimir a été construite grâce aux moyens fournis par les paroissiens eux-mêmes. L'église chauffée au rez-de-chaussée est dédiée à Saint Michel Archange et a été construite en 1769. La partie supérieure, église froide pour l'été, a été ajoutée en 1817 et est dédiée à la Sainte Trinité. Son style est proche de celui des églises-navires, mais la nef se prolonge de l'autre côté de la tour monumentale comme cela se rencontre dans certaines églises du style baroque de Totma de la même époque (fin XVIIIe siècle).
Ne vivent plus aujourd'hui dans le village que 612 habitants soit la moitié de la population au début du XXe siècle. Une collecte a été organisée dans toute la région de Vladimir pour permettre de réaliser les premiers travaux de restaurations simplement destinés à éviter les accidents. Ceci a permis au moins de faire revivre l'église qui a maintenant un curé, des offices réguliers.  

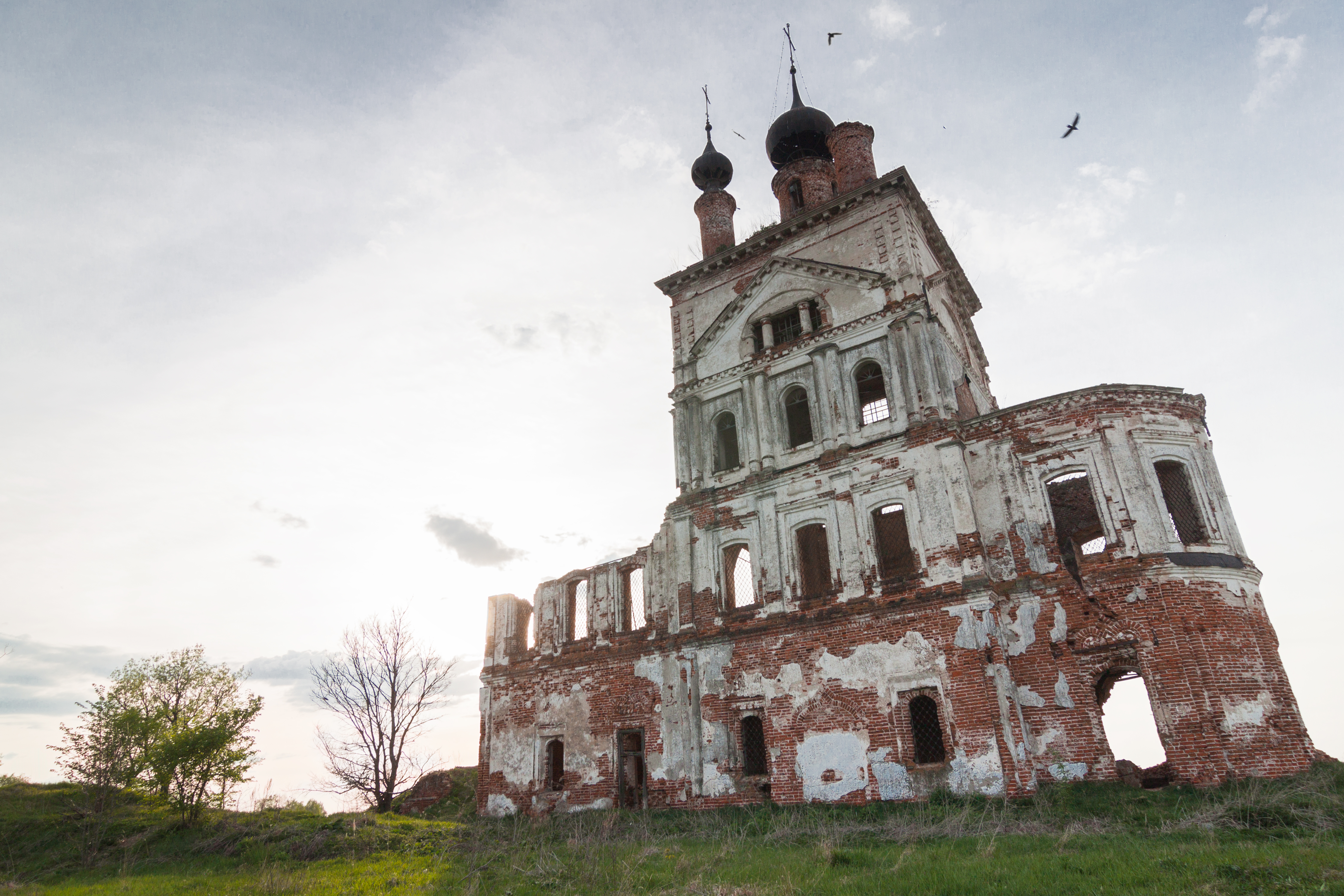
Église de la Sainte Trinité à Ves.
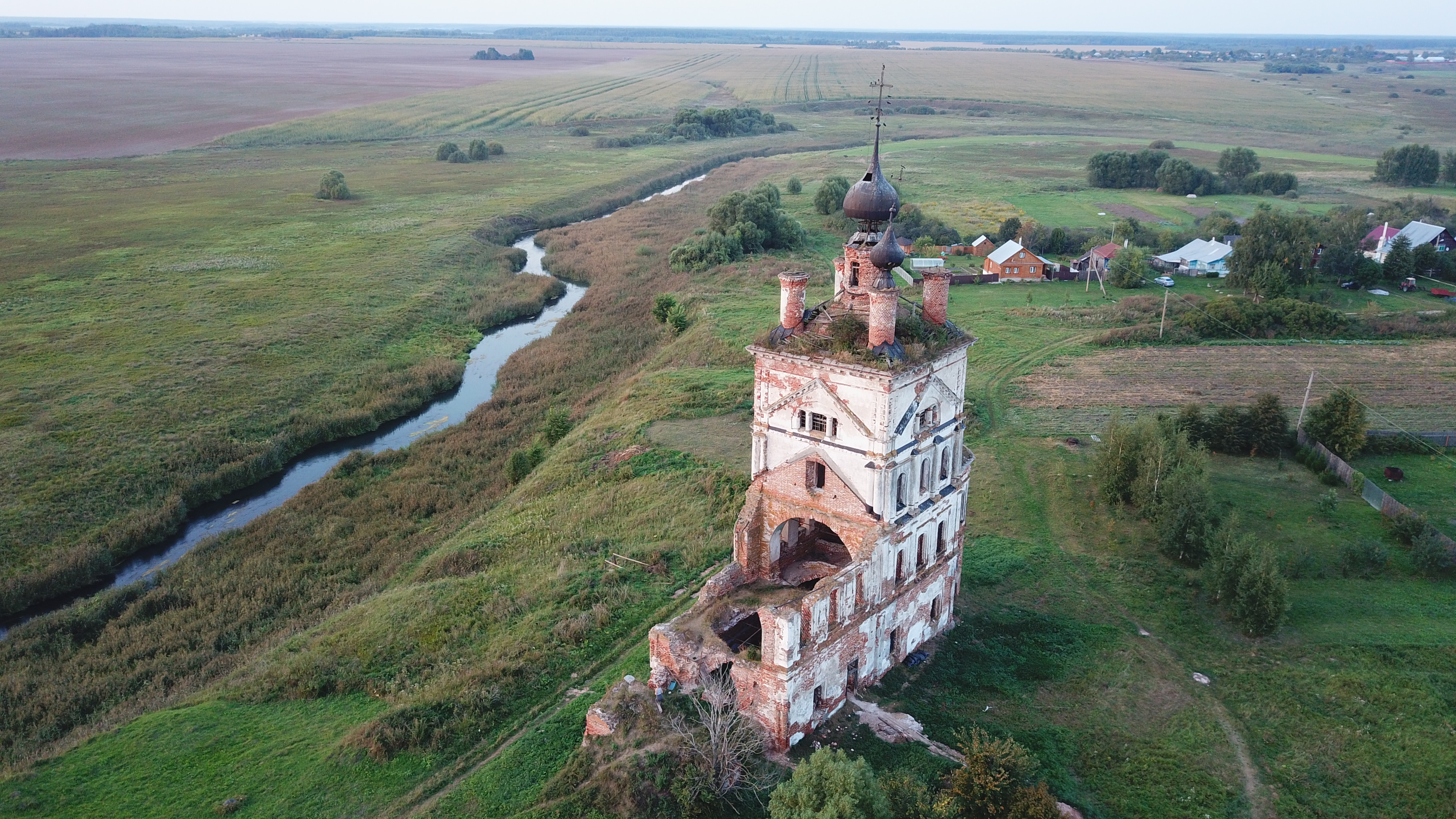
Église de Ves.

## Monastère de la Dormition Alexandre Ochevenski
Le monastère de la Dormition Alexandre Ochevenki est situé près de Kargopol, oblast d'Arkhangelsk. Il a cessé de fonctionner en 1928. La châsse avec les reliques d'Alexandre Ochevenski a été ouverte en présence de résidents locaux et de représentants de l'ouïezd. La cathédrale a été pillée et est restée en ruine jusqu'au milieu du XXe siècle.
La question de la restauration du monastère a été soulevée à la fin des années 1960, mais celle-ci n'a pas débuté. Jusque dans les années 1970, un certain nombre de bâtiments ont été utilisés pour des nécessités économiques (une école existait dans le corpus monacal). Actuellement la restauration a débuté.

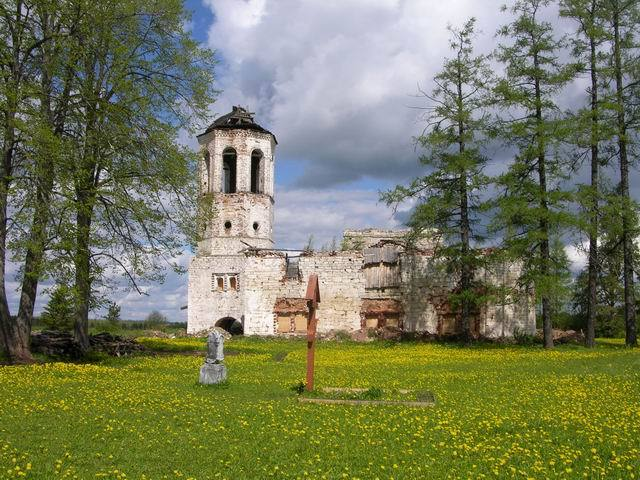
Monastère de la Dormition Alexandre Ochevenski.
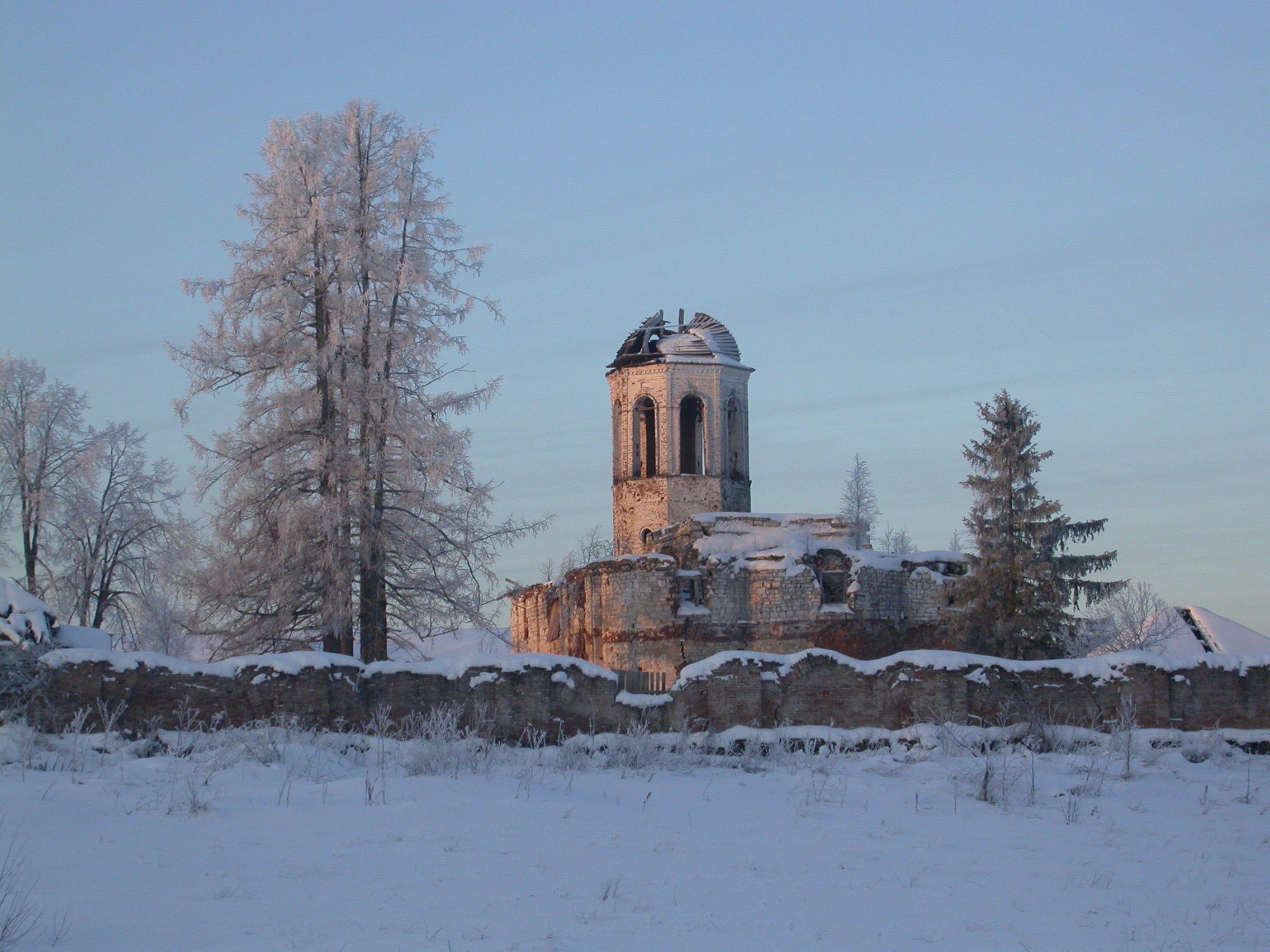
Vue du monastère Ochevenski près de Kargopol.

## Restaurations
Le problème principal pour les restaurations est d'ordre financier. Parfois l'argent récolté ne permet que de restaurer les toitures et les travaux s'arrêtent là. Le problème de la sécurité se pose fréquemment et beaucoup de travaux sont surtout destinés à éviter les accidents dus à l'effondrement des murs ou des toitures. 
L'aspect juridique de la restauration pose également problème. La loi interdit d'entreprendre des travaux dans des bâtiments sans autorisation données par les structures étatiques concernées, tant au point de vue technique que du point de vue culturel et esthétique.    
L'aspect urbanistique pose problème dans un pays de la taille géographique de la Russie : beaucoup d'églises abandonnées sont situées dans des zones de peuplement faible, quand ce n'est pas simplement dans des champs dont les villages proches ont disparu. L'exode rural en fédération de Russie atteint en effet des proportions inquiétantes depuis la fin du siecle dernier. Personne n'est dès lors intéressé par la réhabilitation de bâtiments quand ils sont trop isolés des populations villageoises. 
Pour remédier à cette situation, il faut développer davantage les régions, estime Nina Sekacheva. Le tourisme intérieur pourra alors se développer et s'intéresser au riche patrimoine que constituent ces milliers d'églises abandonnées. Tant que la restauration des églises ne préoccupera que les amateurs de photos et les historiens d'art, il n'est pas possible de compter sur une renaissance massive des lieux de culte abandonnés.